# Kaj Uldaler
Kaj Uldahl Christoffersen (ur. 28 listopada 1906 w Kopenhadze, zm. 6 kwietnia 1987) – duński piłkarz występujący podczas kariery na pozycji napastnika.

## Kariera sportowa
Karierę klubową zaczynał w Boldklubben Frem. W 1928 przeszedł do Boldklubben af 1893. Zdobył z nimi czterokrotnie mistrzostwo Danii. W kadrze narodowej grał w latach 1927–1939. Jego bilans zatrzymał się na 15 bramkach w 38 meczach.